# La mora più nera
La mora più nera (The Blacker the Berry: A Novel of Negro Life) è un romanzo dello scrittore statunitense Wallace Thurman.
Pubblicato nel 1929, è considerato una delle opere letterarie più rappresentative del Rinascimento di Harlem. La storia affronta le principali problematiche nella vita della popolazione afroamericana negli anni Venti del Novecento, e in particolare quella della discriminazione all'interno della stessa comunità operata dai neri di pelle più chiara contro quelli di pelle più scura (colorism). La protagonista, la giovane Emma Lou, una ragazza di pelle scura nata da una famiglia mulatta, si trasferisce dalla cittadina di Boise a Los Angeles e infine ad Harlem nella speranza di trovare il proprio posto nella società e sfuggire alla condanna del pregiudizio.

## Edizioni italiane
- Più nera la mora… più dolce il frutto, traduzione di Pietro Meneghelli, Robin Edizioni, 2010, pp. 240, ISBN 978-8873715832
- La mora più nera, traduzione di Domingo Ottati, Il Gulliver, 2021, pp. 174, ISBN 979-8717192941